# Euromuse
euromuse.net war ein Ausstellungsportal, das als Gemeinschaftsprojekt europäischer Museen über die kunst- und kulturgeschichtlichen Museen Europas informierte.

## Inhalte
Das Portal sammelte auf seiner Website Informationen zu Sonderausstellungen, Institutionen und Sammlungen europäischer Museen. Im Februar 2014 umfasste die Informationen nach eigenen Angaben ca. 540 Museen aus 28 europäischen Ländern. Dazu gehörten das Pariser Musée du Louvre, die Uffizien in Florenz, die Staatlichen Museen zu Berlin und das Jüdische Museum in Prag. Alle Texte zu den Ausstellungen und Sammlungen wurden in Englisch und in der Landessprache des Museums dargestellt.
Das Portal wurde entwickelt von der National Gallery, London; dem Musée du Louvre, Paris; der Réunion des musées nationaux, Paris; dem Kunsthistorischen Museum Wien, dem Rijksmuseum Amsterdam; dem Statens Museum for Kunst, Kopenhagen; und den Staatlichen Museen zu Berlin.
In einer Datenbank bestand die Recherchemöglichkeit in ca. 2.970 abgelaufenen Sonderausstellungen (Stand: Februar 2014). Außerdem wurde auf virtuelle Rundgänge durch teilnehmende Museen sowie News und pädagogische Angebote der einzelnen Institutionen hingewiesen.
Die Redaktion von euromuse.net erfolgte durch das Institut für Museumsforschung in Berlin und die Londoner National Gallery. Für den Austausch wurde eine Schnittstelle namens "harmonise". 
Die Webseite ist nicht mehr aktiv, der Dienst wurde eingestellt.

## Länder
An euromuse.net waren folgende Länder und Museen beteiligt:

### Belgien
- Broelmuseum – Kortrijk
- Design Museum Gent – Gent
- Groeninge Museum – Brüssel
- Koninklijk Museum voor Midden-Afrika – Tervuren
- Koninklijk Museum voor Schone Kunsten – Antwerpen
- Koninklijke Musea voor Kunst en Geschiedenis – Brüssel
- Koninklijke Musea voor Schonen Kunsten van België – Brüssel
- Museum van Hedendaagse Kunst Antwerpen – Antwerpen
- Museum voor Schone Kunsten – Gent
- S.M.A.K. Stedelijk Museum voor Actuele Kunst – Gent

### Dänemark
- Nationalmuseet – Kopenhagen
- Ny Carlsberg Glyptotek – Kopenhagen
- Statens Museum for Kunst – Kopenhagen

### Deutschland
- Staatliche Museen zu Berlin – Stiftung Preußischer Kulturbesitz – Berlin
- Kunst- und Ausstellungshalle der Bundesrepublik Deutschland – Bonn
- Staatliche Kunstsammlungen Dresden – Dresden
- Hamburger Kunsthalle – Hamburg
- Bayerische Staatsgemäldesammlungen – München
- Germanisches Nationalmuseum – Nürnberg
- Staatsgalerie Stuttgart – Stuttgart

### Frankreich
- Musée de Grenoble – Grenoble
- Réunion des musées nationaux – Paris
- Centre Georges Pompidou – Paris
- Musée d’Orsay – Paris
- Musée du Louvre – Paris

### Griechenland
- Byzantine and Christian Museum – Athen
- Museum of Byzantine Culture – Thessaloniki

### Irland
- National Gallery of Ireland – Dublin

### Italien
- Ministero per i Beni e le Attività Culturali – Rom
- Soprintendenza al Museo delle Antichità Egizie – Turin
- Soprintendenza Archeologica dell'Abruzzo – Chieti
- Soprintendenza Archeologica delle province di Napoli e Caserta – Neapel
- Soprintendenza Archeologica di Roma – Rom
- Soprintendenza Speciale Arte Contemporanea – Rom
- Soprintendenza per il Patrimonio Storico Artistico e Demoetnoantropologico di Milano – Mailand
- Soprintendenza Speciale per il Polo Museale Fiorentino – Florenz
- Soprintendenza Speciale per il Polo Museale Veneziano – Venedig
- Museo Poldi Pezzoli – Mailand
- Palazzo Grassi – Venedig

### Lettland
- Latvijas Nacionālais vēstures muzejs – Riga

### Niederlande
- Rijksmuseum – Amsterdam
- Van Gogh Museum – Amsterdam

### Malta
- Heritage Malta – Valletta, Rabat, Birzebbuga, Paola, Vittoriosa, Tarxien, Qrendi, Gozo

### Österreich
- Kunsthistorisches Museum Wien – Wien
- Lipizzaner Museum
- Museum für Völkerkunde – Wien
- Österreichisches Theatermuseum – Wien
- Sammlungen Schloss Ambras

### Polen
- Nationalmuseum in Gdańsk – Danzig

### Schweden
- Nationalmuseum – Stockholm

### Schweiz
- Kunstmuseum Basel – Basel
- Zentrum Paul Klee – Bern
- Kunsthaus Zürich – Zürich

### Spanien
- Museu Nacional d’Art de Catalunya – Barcelona
- Fundación Colección Thyssen-Bornemisza – Madrid

### Tschechien
- Nationalgalerie Prag – Prag
- Nationalmuseum – Prag
- Jüdisches Museum – Prag

### Vereinigtes Königreich
- Tate Gallery – Liverpool, London, St. Ives
- The National Gallery – London
- Victoria and Albert Museum – London